# 新烏克蘭卡 (斯卡多夫斯克區)
新烏克蘭卡（烏克蘭語：Новоукраїнка）是位於烏克蘭南部的村莊，由赫爾松州斯卡多夫斯克區的斯卡多夫斯克市鎮負責管轄。該村始建於1921年，面積1.39平方公里，海拔高度7米，2001年人口495，人口密度每平方公里355.1人。